# Ribbon Hero
Ribbon Hero (Heroj vrpca) videoigra je koju je razvio Microsoftov odjel Office Labs. Igra je besplatno dostupna za preuzimanje i služi za obrazovanje korisnika Microsoft Office 2007 i 2010 kako koristiti ribbon sučelje. Igru Ribbon Hero prati nastavak Ribbon Hero 2.

## Igra
Ribbon Hero pojavljuje se na vrpci u podržanim Microsoft Office programima. Jednom kada se otvori, igra nudi popis izazova podijeljenu u jednu od četiri sekcije: rad s tekstom, dizajn stranice i layout, započinjanje s umjetnošću i brzi bodovi. Svaki izazov je dizajniran na način da nauči korisnika o korisnom alatu Microsoft Office-a, te otvara primjer dokumenta kojeg korisnik mora urediti pomoću tog alata. Izazovima se može pristupiti u bilo kojem redoslijedu i daju pola mogućih bodova. Ostali bodovi se stječu korištenjem istog alata kasnije (izvan same igre). Sekcija brzih bodova ne nudi popis izazova, već samo samo alate koji se mogu koristiti izvan igre kako bi se dobili bodovi.

## Facebook integracija
Ribbon Hero je integrirana s Facebookom, što omogućuje korisnicima uspoređivanje rezultata sa svojim prijateljima i objavu svojih postignuća na njihovom Facebook zidu. Ovo je prvi Office Labs projekt koji uključuje Facebook integraciju.